# Port lotniczy Staniel Cay
Port lotniczy Staniel Cay – port lotniczy zlokalizowany na wyspie Staniel Cay (Bahamy).